# びしょ濡れ探偵 水野羽衣
『びしょ濡れ探偵 水野羽衣』（びしょぬれたんてい みずのはごろも）は、テレビ東京「ドラマパラビ」で、2019年7月4日から9月19日まで放送されたテレビドラマである。主演は大原櫻子。なお、大原は本作の主題歌も担当する。
兄が運営する探偵事務所で手伝いをする女子大生が、濡れると過去に舞い戻る能力を用いて事件を解決していく様を描いていくナンセンスコメディ。原則、テレビ東京での放送版および動画配信サービスParaviでの配信版で毎回2つの事件の発生までが描かれ、その後、テレビ東京版で1つ目の事件が、Paravi版で2つ目の事件が解決する仕組みとなっている。Paraviでは、クランクアップ後に主演の大原が台湾のヤオを訪ねる特別番組『大原櫻子、ヤオアイニンに会いに行く。in台湾』が無料配信された。

## キャスト
水野羽衣（みずの はごろも）
演 - 大原櫻子
兄が運営する探偵事務所で手伝いをしている女子大生。水に濡れると過去に舞い戻る能力を持っている。決め台詞は「水を差すようですが…」。就職活動中である。
水野淳之介
演 - 矢本悠馬
羽衣の兄。ラブホテルの一室で探偵事務所を営んでいる。
水野進吾
演 - 大堀こういち
羽衣と淳之介の父親。ラブホテルを営んでいる。
ヤン
演 - ヤオアイニン
羽衣が通う大学の友人。台湾からの留学生。
水野和江
演 - ふせえり
羽衣と淳之介の母親。羽衣が高校2年の時に失踪してしまう。各話終盤のナレーションも担当。
タイムリープ能力は女系遺伝で、和江もかつては使えたが、結婚前には使えなくなったという。

### ゲスト

#### 第1話
堀田
演 - 小松利昌
紳士服店の店主。
湯沢靖子
演 - 池谷のぶえ
湯沢雄大
演 - 阪本一樹
村田健二
演 - 吉田靖直
桜井由理絵
演 - 野田美桜
織田
演 - 梶原善
由理絵の父。

#### 第2話
杉浦美香子
演 - 松田るか
元彼のストーカーに悩むカフェ店員。
小松史華
演 - 梅舟惟永
ある男と不倫をしていた主婦。口止め料を払ったが、きちんと黙ってくれるかどうか不安になっている。
井畑
演 - 山本浩司
飯塚
演 - 吉田ウーロン太
カフェの店長。

#### 第3話
水村しずる
演 - 生駒里奈
「ずぶ濡れ探偵」として芸能活動をしている水村姉妹の妹。
毒島
演 - 濱津隆之
水村姉妹のプロデューサー。
水村かけみ
演 - 秋山ゆずき
水村姉妹の姉。「ずぶ濡れ探偵」として妹のしずると活動している。

#### 第4話
山田直美
演 - 片桐はいり
森山里美
演 - 森田想
日下部
演 - 五頭岳夫
薬師丸
演 - 横内亜弓
木村浩二
演 - 矢部太郎

#### 第5話
小林
演 - ブルー&スカイ
石塚
演 - 山口みよ子
田所智也
演 - 前原滉
依頼人A
演 - しりあがり寿
依頼人B
演 - 石川浩司
店員
演 - 後藤拓実（四千頭身）

#### 第6話
楠田一也
演 - 長谷川ティティ
太田
演 - 神谷圭介（テニスコート）
楠田の父
演 - 吉増裕士
ボンゴレ兄弟
演 - なすなかにし
柳沢
演 - 松本実

#### 第7話
馬路マナブ
演 - 浅見紘至
演劇部の部長。
星ヒカル
演 - 安本彩花
演劇部の副部長。

#### 第8話
北山真奈美
演 - 葉加瀬マイ
不調が続く画家の夫に悩む人妻。
田貫純子
演 - 河原幸子
タヌキパーキングの社長。
北山
演 - 小村裕次郎
佐竹
演 - 海上学彦

#### 第9話
高円寺ミナ・ナナ
演 - 堀越ゆりか・堀越えりか
小井野一
演 - 大友律
李さん
演 - 李丹

#### 第10話
神保
演 - 温水洋一
森
演 - 吉田正幸（テニスコート）
伸之
演 - 山西竜矢
山田
演 - 小出圭祐（テニスコート）
栗原
演 - 山口ともこ
宮川
演 - 六平直政

#### 第11話
遠藤
演 - 渡辺佑太朗
鷺沼
演 - TOBI（レ・ロマネスク）
麻里
演 - 鳴海唯
アナウンサー
演 - 須黒清華
稲垣
演 - 芹澤興人

#### 最終話
チンピラ
演 - 松田ぴろし
大親分
演 - 寺田農

## スタッフ
- 企画 - ブルー&スカイ、加藤伸崇（S.D.P）
- 脚本 - ブルー&スカイ、村上大樹、テニスコート、金井純一
- 監督 - 草野翔吾、金井純一、長野晋也
- オープニングテーマ - マカロニえんぴつ 「Supernova」（TALTO / muffin discs）[6]
- エンディングテーマ - 大原櫻子 「I am I」（JVCケンウッド・エンターテインメント）[7]
- チーフプロデューサー - 山鹿達也（テレビ東京）
- プロデューサー - 藤野慎也（テレビ東京）、加藤伸崇（S.D.P）、柴原祐一（ダブ）
- 制作 - テレビ東京、S.D.P
- 制作協力 - ダブ
- 製作著作 - 「びしょ濡れ探偵 水野羽衣」製作委員会

## 放送日程
| 話数   | 放送日  | ラテ欄 | 脚本                     | 監督     |
| ------ | ------- | ------ | ------------------------ | -------- |
| 第01話 | 7月04日 |        | ブルー&スカイ            | 草野翔吾 |
| 第02話 | 7月11日 |        | ブルー&スカイ            | 草野翔吾 |
| 第03話 | 7月18日 |        | 村上大樹                 | 金井純一 |
| 第04話 | 7月25日 |        | 小出圭祐（テニスコート） | 金井純一 |
| 第05話 | 8月01日 |        | ブルー&スカイ            | 草野翔吾 |
| 第06話 | 8月08日 |        | 吉田正幸（テニスコート） | 長野晋也 |
| 第07話 | 8月15日 |        | 村上大樹                 | 金井純一 |
| 第08話 | 8月22日 |        | 神谷圭介（テニスコート） | 金井純一 |
| 第09話 | 8月29日 |        | 金井純一                 | 金井純一 |
| 第10話 | 9月05日 |        | 神谷圭介（テニスコート） | 草野翔吾 |
| 第11話 | 9月12日 |        | ブルー&スカイ            | 草野翔吾 |
| 最終話 | 9月19日 |        | ブルー&スカイ            | 草野翔吾 |

Paraviではテレビ東京版が、テレビ東京での第1話放送終了後に1話から6話が、第7話放送終了後に7話から12話が配信開始され、Paravi版は各話のテレビ東京での放送終了後に毎週配信される。

## 放送局
| 放送期間            | 放送日時                     | 放送局         | 対象地域   | 備考           |
| ------------------- | ---------------------------- | -------------- | ---------- | -------------- |
| 07月04日 - 09月19日 | 木曜 1:35 - 2:05（水曜深夜） | テレビ東京     | 関東広域圏 | 製作局         |
| 08月09日 - 10月25日 | 金曜 1:35 - 2:05（木曜深夜） | テレビ和歌山   | 和歌山県   | 独立局         |
| 10月04日 - 12月20日 | 金曜 0:00 - 0:30（木曜深夜） | BSテレ東（2K） | 全国       |                |
| 10月04日 - 12月20日 | 金曜 0:00 - 0:30（木曜深夜） | BSテレ東4K     | 全国       | 4K制作版で放送 |